# Jerry Palacios
Jerry Nelson Palacios Suazo (né le 13 mai 1982 à La Ceiba au Honduras) est un footballeur international hondurien, qui joue en tant qu'attaquant.
Il est le frère de Milton, Johnny, Wilson et Edwin Palacios, tous quatre footballeurs. Le 30 octobre 2007, Edwin, alors âgé de 16 ans, fut enlevé à La Ceiba par un groupe armé.
Lors de la coupe du monde 2010 en Afrique du Sud, la sélection hondurienne appelle Jerry, Johnny, et Wilson dans son équipe, et tient désormais un record. Les trois frères sont le premier et le seul trio de frères à disputer une coupe du monde de football pour une seule nation.

## Biographie

### Club
Après n'avoir qu'évolué dans son pays natal qu'est le Honduras, il signe un contrat avec le club chinois du Hangzhou Greentown en janvier 2010, avant de partir pour Hong Kong dans le club du South China Athletic Association.

### Sélection
Lors du mondial 2010 en Afrique du Sud, le Honduras convoque Jerry à la dernière minute dans la liste finale des 23 joueurs, pour pallier la blessure de Julio César de León.